# Boninogaster phalloides
Boninogaster phalloides är en svampart som beskrevs av Kobayasi 1937. Boninogaster phalloides ingår i släktet Boninogaster och familjen Hysterangiaceae.   Inga underarter finns listade i Catalogue of Life.